# Bobby Ray Inman

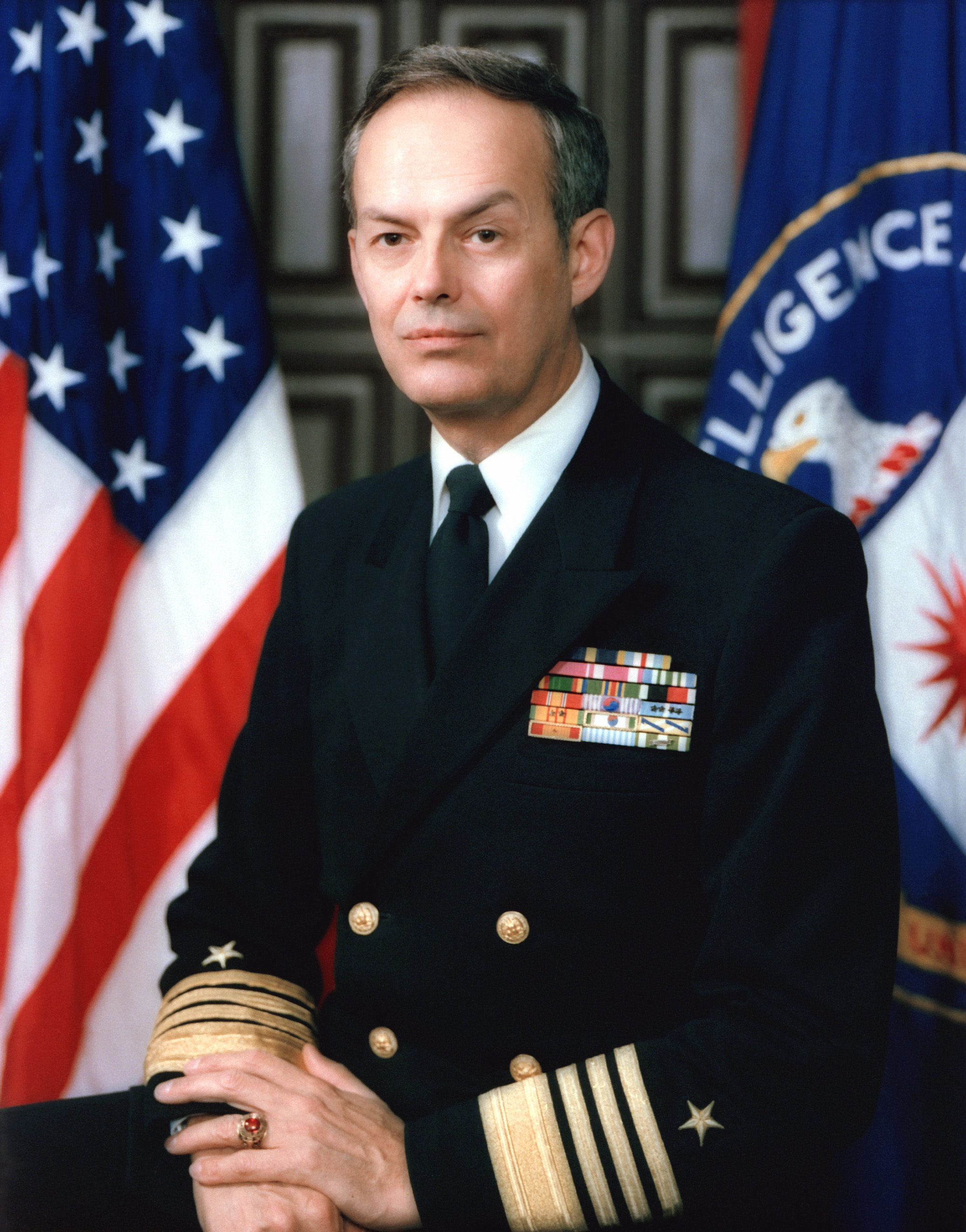
Bobby Ray Inman (1983)

Bobby Ray Inman (* 4. April 1931 in Rhonesboro, Upshur County, Texas) ist ein ehemaliger US-amerikanischer Marineoffizier. Er war von 1977 bis 1981 Direktor der National Security Agency.

## Biographie
Bobby Inman wurde in Rhonesboro, einem abgelegenen Dorf im Osten von Texas, geboren. Er machte mit 15 Jahren seinen Abschluss an der Mineola High School und verließ die University of Texas in Austin im Alter von 19 mit einem Bachelor of Arts. Danach begann er seine Karriere bei der US Navy und arbeitete bereits dort mit der National Security Agency zusammen.

### Zeit bei der NSA
1961 begann Inman am Navy Field Operational Intelligence Office der NSA als Analytiker für nachrichtendienstliche Operationen zu arbeiten und beobachtete dabei die sowjetische Marine. Am 5. Juli 1977 wurde er der bis dahin jüngste Direktor der NSA und behielt den Posten bis zum 31. März 1981. Als Direktor setzte er zweimal den stellvertretenden Direktor ab, auf Benson K. Buffham folgten Robert E. Drake und Ann Z. Caracristi. Inman machte sich daran, ein Muster auszuarbeiten, das eine begrenzte Amtszeit für den Stellvertreter von zwei bis vier Jahren vorsah. Seiner Meinung nach war die graue Eminenz Louis W. Tordella zu lange im Amt gewesen.
Im Gegensatz zu seinen Vorgängern stellte sich Inman den NSA-Mitarbeitern offen dar. Er blickte gelegentlich in verschiedene Abteilungen und kümmerte sich um Alltagsarbeit und nicht ausschließlich um die Vertretung der NSA gegenüber den anderen Nachrichtendiensten der USA und der sonstigen amerikanischen Außenwelt. Dies führte zu einer wachsenden Sympathie seitens nachrichtendienstlicher Ausschüsse von Senat und Repräsentantenhaus. Inmans Offenheit gegenüber Behörden und Medien, er trat sogar einmal in der ABC-Sendung „Nightline“ auf, brachte auch ein Ende der Enthüllungsgeschichten über die NSA, denen er geschickt zuvorkam. Außerdem erklärte er, die USA hätten das asymmetrische Kryptosystem entwickelt.

#### NSA versus CIA
Bis zu Inmans Führung als Direktor entwickelte sich die NSA von einer schwachen Position gegenüber der CIA aus zu einer starken Organisation. Er wollte die CIA nicht nur im Spionieren, sondern auch in der Analyse von abgefangenen Informationen übertreffen. Dabei verweigerten Regierungsbeamte Inman nur selten etwas; wenn er sich für ein Projekt starkmachte, das den Haushaltsrahmen überstieg, wurden alle Anstrengungen unternommen, um seinen Wünschen zu entsprechen. Dies machte Stansfield Turner auf der CIA-Seite zu schaffen.

### Nach der NSA
Vom 12. Februar 1981 bis zum 10. Juni 1982 war er als Nachfolger von Frank Carlucci stellvertretender Direktor der Central Intelligence Agency und hatte zudem ab 1987 den Posten eines Professors an der University of Texas inne.
1993 wurde Inman von Präsident Bill Clinton als Nachfolger von Les Aspin als Verteidigungsminister vorgeschlagen. Im Zuge der Vorstellung des neuen Kandidaten kamen erneut Gerüchte auf, Inman sei schwul und damit als Leiter für das Verteidigungsressort ungeeignet. Obwohl Inman daraufhin Teile seines Privatlebens enthüllte, wurde er abgewiesen. In einer live gesendeten TV-Sendung sprudelten eine Stunde lang aus Inman ablehnende Erklärungen zu den Vorwürfen. Er sei Opfer eines neuen McCarthytums geworden und Senator Bob Dole und Kolumnist William Safire hätten ein Komplott gegen ihn geschmiedet. Statt zuzugeben, dass man ihn fallen gelassen hatte, machte Inman später den Versuch, es so darzustellen, als hätte er den Job des Verteidigungsministers überhaupt nicht gewollt.

## Auszeichnungen
Auswahl der Dekorationen, sortiert in Anlehnung der Order of Precedence of Military Awards:
- Navy Distinguished Service Medal
- Defense Superior Service Medal
- Legion of Merit
- Meritorious Service Medal
- Joint Service Commendation Medal